# Kreisgericht Mohrungen
Das Kreisgericht Mohrungen war ein preußisches Kreisgericht in der damaligen Provinz Preußen mit Sitz in der Stadt Mohrungen.

## Geschichte
In Bezirk des Kreisgerichts Mohrungen bestanden bis 1849 das königliche Land- und Stadtgericht Mohrungen sowie viele Patrimonialgerichte.
1849 wurden in Preußen einheitlich Kreisgerichte geschaffen. Hierbei wurde die Patrimonialgerichtsbarkeit abgeschafft und die Patrimonialgerichte wurden aufgehoben. Auch die eingangs genannten Gerichte wurden aufgehoben und es entstand das Königliche Kreisgericht Mohrungen im Sprengel des Ostpreußischen Tribunals zu Königsberg. Es war für den Landkreis Mohrungen und den Landkreis Preußisch Holland zuständig.
Das Kreisgericht Mohrungen war auch Schwurgericht für die Kreisgerichte Mohrungen und Osterode. Am Gericht waren 1870 ein Direktor und zwölf Kreisrichter eingesetzt. 1870 betrug die Zahl der Gerichtseingesessenen 100.408. Eine Gerichtsdeputation wurde in Preußisch Holland, Gerichtskommissionen in Liebstadt, Mühlhausen und Saalfeld eingerichtet. Sitz des Gerichtes war die Ordensburg Mohrungen.
Im Rahmen der Reichsjustizgesetze wurde das Gerichtswesen in Deutschland 1879 vereinheitlicht. Damit wurde das Kreisgericht Mohrungen aufgehoben und das königlich preußische Amtsgericht Mohrungen mit Wirkung zum 1. Oktober 1879 als eines von zehn Amtsgerichten im Bezirk des Landgerichtes Braunsberg als Nachfolger gebildet.

## Richter
- Oskar Korsch (1859 bis 1861)